# Cézac, Gironde
Cézac är en kommun i departementet Gironde i regionen Nouvelle-Aquitaine i sydvästra Frankrike. Kommunen ligger i kantonen Saint-Savin som tillhör arrondissementet Blaye. År 2022 hade Cézac 2 740 invånare.

## Befolkningsutveckling
Antalet invånare i kommunen Cézac
Referens:INSEE